# 大東市立諸福小学校
大東市立諸福小学校（だいとうしりつ もろふくしょうがっこう）は、大阪府大東市諸福にある公立小学校。

## 沿革
- 1974年（昭和49年）4月1日 - 開校。

## 通学区域
- 諸福1～8丁目、新田本町、新田東本町、新田西町、新田中町、新田旭町、新田境町、新田北町[1]

※卒業後は基本的に大東市立諸福中学校に進学する。